# Karl Kittsteiner
Karl Kittsteiner (né le 20 juin 1920 à Worzeldorf et mort le 12 août 2011 à Nuremberg) est un coureur cycliste allemand. Professionnel de 1946 à 1958, il est champion d'Allemagne sur route amateur en 1940 et professionnel en 1946, et champion d'Allemagne de demi-fond en 1954.

## Palmarès
- 1940
  -  Champion d'Allemagne sur route amateurs
- 1942
  - 3e du championnat d'Allemagne sur route amateurs
- 1943
  - Tour de Cologne amateur
  - 32e du championnat d'Allemagne sur route amateurs
- 1946
  -  Champion d'Allemagne sur route
- 1954
  -  Champion d'Allemagne de demi-fond